# Quichuana championi
Quichuana championi är en tvåvingeart som först beskrevs av Samuel Wendell Williston  1892.  Quichuana championi ingår i släktet Quichuana och familjen blomflugor. Inga underarter finns listade i Catalogue of Life.